# 全日本冠婚葬祭互助協同組合
全日本冠婚葬祭互助支援協会（ぜんにほんかんこんそうさいごじょしえんきょうかい）は、結婚式場や葬儀会館を展開する全国の冠婚葬祭互助会の64社を組合員とする事業協同組合。略称は全冠協。

## 概要
- 所在地 － 〒105-0001 東京都港区虎ノ門3-10-4 虎ノ門ガーデン311号室
- 組合員数 － 64社（2009年10月1日現在）
- 理事長 － 齋藤　斎（株式会社ベルコ代表取締役）
- 設立 － 昭和48年
- 事業内容 － 共同購買事業
  - 共通名称 － 玉泉院（葬儀）・玉姫殿（結婚式場）
- 略称 － 全冠協

## 沿革
- 1973年、冠婚葬祭互助会のグループ化の中で、関東地区互助会グループと京都互助センターグループが発展解消して、全日本冠婚葬祭互助協同組合（現全冠協）を結成
- 2001年6月、婚礼関連ポータルサイト「晴れるや！！ネット」の運営を開始
- 2006年2月、葬儀・葬式・法要の葬祭ポータルサイト「きよらか」の運営を開始
- 2009年10月、葬祭ポータルサイト「きよらか」モバイル版の運営を開始

## 外部
https://www.zenkankyo.or.jp/